# Сахиниди, Иван Константинович
Сахини́ди Ива́н Константи́нович (24 августа 1917, Новороссийск — 17 ноября 2002, Санкт-Петербург) — окончил Ленинградский Политехнический институт им. М. И. Калинина в 1946 году. Инженер-строитель. Заслуженный строитель РСФСР. Стаж работы по специальности с 1946 года. С 1946 года по 1994 работал в Ленметропроекте — (Ленметрогипротранс) в должности: инженер, руководитель группы, главный инженер проекта, начальник отдела организации работ, главный инженер-зам. начальника (генерального директора) института. При непосредственном его участии в техническом руководстве были разработаны и внедрены новые прогрессивные конструкции и технологии: механизированный комплекс, с помощью которого была достигнута рекордная скорость проходки — 1253 м/мес; облегченные чугунные тюбинги для перегонных тоннелей; сборная тюбинговая железобетонная обделка тоннелей метрополитена из высокопрочной бетонной смеси; железобетонная обделка тоннелей из гладких блоков со сборкой способом обжатия на породу. При его непосредственном участии и техническом руководстве осуществлялось проектирование и строительство всех линий Ленинградского метрополитена, многих горных транспортных тоннелей, в том числе железнодорожных тоннелей на линии Абакан — Тайшет, Краснодар — Туапсе и Байкало-Амурской магистрали, гидротехнических тоннелей Ставропольского канала, Торгульского водохранилища в Киргизии, Расвумчоррского транспортного тоннеля ПО Апатит.
Умер Сахиниди Иван Константинович 17 ноября 2002 года на 86-м году жизни.

## Награды
- 2 ордена Трудового Красного Знамени
- Медаль «За доблестный труд. В ознаменование 100-летия со дня рождения В. И. Ленина»
- Медаль «За строительство Байкало-Амурской магистрали»
- Медаль «Ветеран труда»
- Большая и Малая серебряные медали ВДНХ
- Заслуженный строитель РСФСР
- Почётный транспортный строитель